# Абд аль-Малік (емір Валенсії)
Абд аль-Малік ібн Абд аль-Азіз Аль-Музаффар (араб. عبد الملك بن عبد العزيز المظفر; д/н — бл. 1065) — емір Валенсійської тайфи в 1061—1065 роках.

## Життєпис
Походив з династії Амірідів. Син Абд аль-Азіза, еміра Валенсії. Після смерті батька 1061 року посів трон. Втім не виявив державного і дипломатичного хисту, внаслідок чого налаштував проти себе місцеву знать.
У 1063 році, скориставшись слабкістю еміра оголосив себе незалежним правителем Мурсії Абу Бак ібх Тахір, тамтешній валі (намісник). У 1065 року до тайфи вдерлося кастильське військо на чолі із королем Фернандо I. Валенсійське військо зазнало поразки від християн у битві біля Патерни. Слідом за цим аль-Мамун, емір Толедо і союзник Фернандо I, за підтримки візира Ібн Робаша повалив Абд аль-Маліка. В результаті Валенсію було приднано до володінь толедського еміра.